# Zalatîha, Romnî
Zalatîha (în ucraineană Залатиха) este un sat în comuna Nova Hreblea din raionul Romnî, regiunea Sumî, Ucraina.

## Demografie
Componența lingvistică a localității Zalatîha
     Ucraineană (100%)
Conform recensământului din 2001, toată populația localității Zalatîha era vorbitoare de ucraineană (100%).